# Odonaspis panici
Odonaspis panici är en insektsart som beskrevs av Hall 1926. Odonaspis panici ingår i släktet Odonaspis och familjen pansarsköldlöss. Inga underarter finns listade i Catalogue of Life.